# هرم سنكي
هرم سنكي هو هرم إقليمي ينتمي جنبًا إلى جنب مع الأهرامات في إدفو، وإلفنتين، والكولة، وأمبوس، وسوجت الميتين، وسيلا إلى مجموعة مكونة من سبعة أهرامات صغيرة متشابهة جدًا، تم بناؤها جميعها بعيدًا عن المراكز الكبرى في مصر وما فوقها التي لا يُعرف عنها إلا القليل. تقع على بعد ستة كيلومترات جنوب أبيدوس بالقرب من قرية نجع أحمد خليفة. يأتي اسم سنكي من السكان المحليين ويشير حصريًا إلى أنقاض الهرم. معناها غير معروف. تم اكتشاف الهرم في عام 1883 من قبل تشارلز ويلبور وجاستون ماسبيرو، ولكن لم يتم إجراء تحقيق شامل حتى 1980-1981 من قبل جونتر درير ونبيل سويلم.

## أبعاد

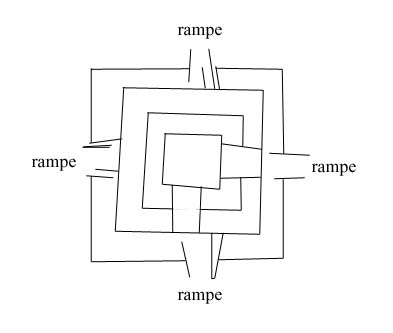
مخطط هرم سينكي

- القاعدة : 18.20 مترا ؛
- الإرتفاع : 4 أمتار ؛
- الميل : 80 درجة ؛
- عدد الدرجات : 3 ؛

## المقابر
يشير عدم وجود نظام غرفة إلى أن الهرم لم يكن مقصودًا أن يكون مكان دفن الفرعون أو أي من أفراد أسرته. ومع ذلك، تم العثور على 14 مدفنا داخل بقايا الأهرامات وفي المناطق المجاورة لها مباشرة. يعود تاريخ دفن اثنين آخرين إلى أواخر الدولة القديمة، ثلاثة من الفترة المتأخرة وأربعة من العصر اليوناني الروماني. لا يمكن تأريخ مدافن أربعة أطفال بشكل واضح، لكنها على الأرجح حديثة. يظهر هذا الانتشار الواسع بمرور الوقت بوضوح أن المنطقة المحيطة بالهرم لم تكن بمثابة مقبرة عادية. ربما يكون السبب الوحيد لهذه المدافن المعزولة هو الخراب البارز من الصحراء.

## مقالات لها صلة
- الأهرامات المصرية الإقليمية